# Ace of Angels
《Ace of Angels》는 대한민국의 음악 그룹 AOA의 첫 번째 일본 정규 음반이다. 2015년 10월 26일 유니버설 뮤직 그룹을 통해 발매되었다.